# Кондаков, Михаил Иванович
Михаи́л Ива́нович Кондако́в (1 июля 1920, д. Медовая, Тульская область — 10 сентября 2008) — советский и российский деятель образования, доктор педагогических наук, академик АПН СССР (1981).

## Биография
Родился в семье шахтёра. В 1941 году окончил с отличием исторический факультет Московского индустриально-педагогического института им. К. Либкнехта. Работал учителем, затем — директором средней школы; был заведующим Киселёвским гороно Кемеровской области.
В 1948 году начал работать в НИИ теории и истории педагогики Академии педагогических наук, которым в 1965 году стал руководить. С 1965 года он — член-корреспондент АПН РСФСР.
В период 1967—1976 годов был заместителем Министра просвещения СССР. В 1981 году стал действительным членом АПН СССР. В 1981—1987 годах М. И. Кондаков — президент Академии педагогических наук СССР.
Труды М. И. Кондакова посвящены вопросам организации образования и управления школьной системой:
- «Планирование работы рай(гор)оно» (1952),
- «Инспектирование работы отделов народного образования» (1956),
- «Образование в СССР» (1958),
- «Ленинские принципы организации народного образования» (1979),
- «Новое содержание образования и совершенствование учебно-воспитательного процесса» (1974),
- «Теоретические основы школоведения» (1982).

Сын М. И. Кондакова, Александр Михайлович Кондаков — генеральный директор издательства «Просвещение» (2001—2011), член-корреспондент РАО.
Похоронен на Троекуровском кладбище (уч. 9б).